# Maria Wodzińska

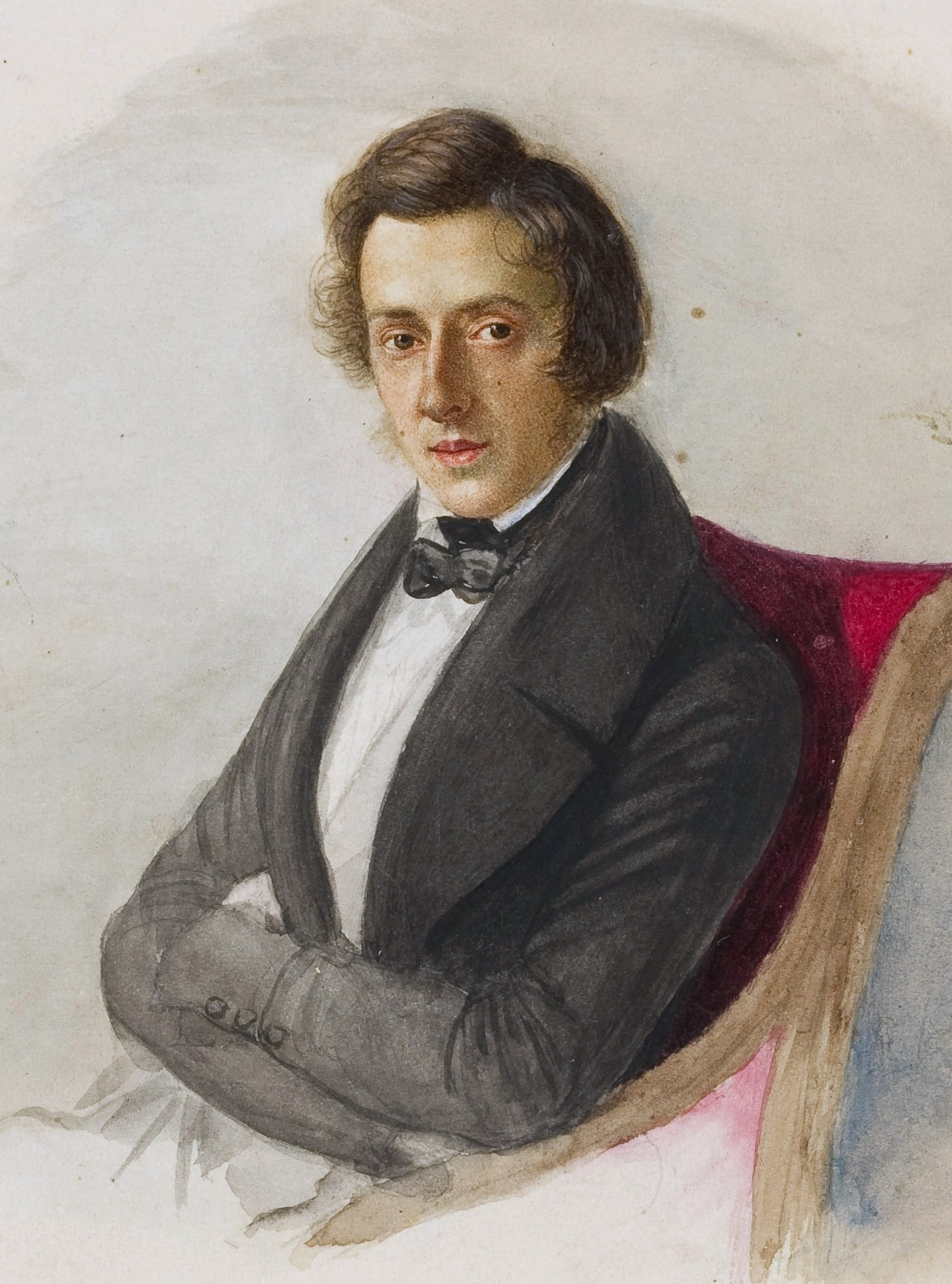
Maria Wodzińska: Frédéric Chopin. (Akvarell, 1835)

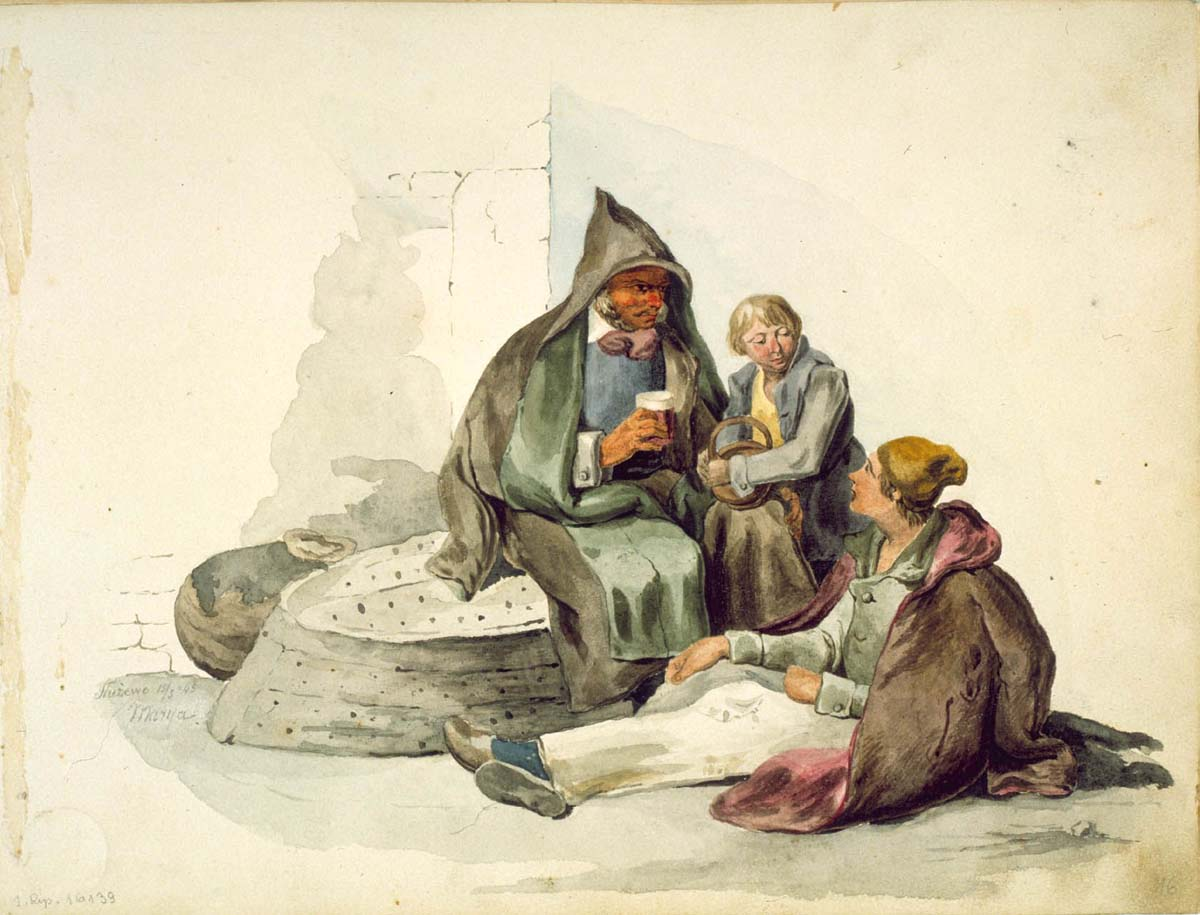
Akvarellkép az emlékkönyvéből, melyet 1836-ban Chopin ajándékozott neki

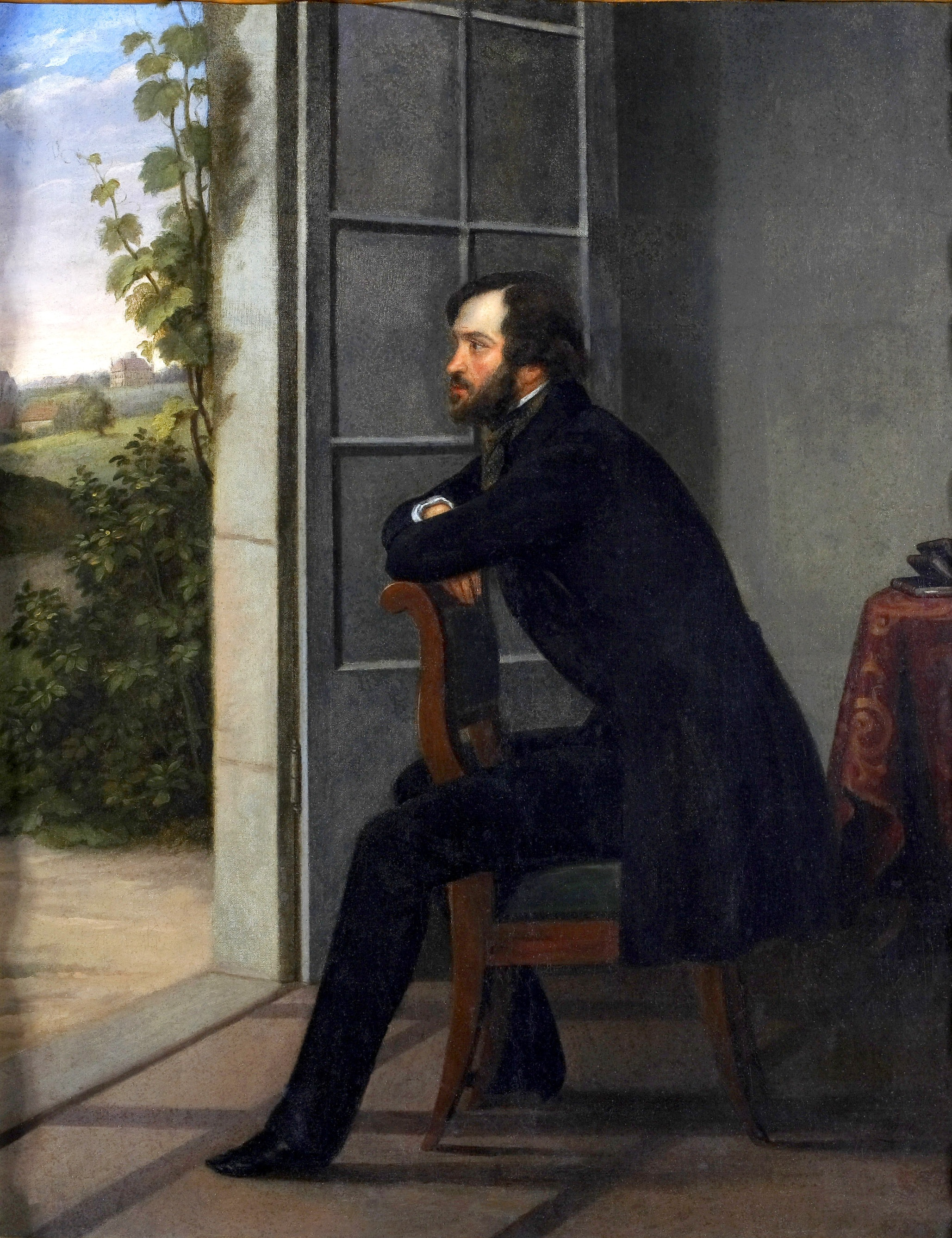
Maria Wodzińska: Antoni Wodziński (olaj, 1842-1847 között)

Maria Wodzińska (teljes neve: Maria Wodzińska z Wodzina h. Jastrzębiec, első házasságában: Maria Skarbkowa, második házasságában: Maria Orpiszewska; Varsó, 1819. január 7. – Poznań, 1896. december 7.) nemesi származású, neves 19. századi lengyel festőművész és zenész, Chopin szerelme és eljegyzett menyasszonya.

## Élete
Mindkét szülője Wodziński volt, apja Vincenty Szymon Wodziński, anyja Teresa Wodzińska. Földbirtokos apjának Służewo és Sułkowo állt a tulajdonában. Anyai nagyapja, Jan Paweł Wodziński (1759-1798) a nagy szejmben (lengyelül: Sejm Wielki) volt képviselő.
Családja a novemberi felkelés után, 1833-1835 között Genfben élt. A kulturális és művészvilág számos képviselőjével érintkezett, mivel a Wodziński-ház volt a lengyel közösség, a nagy emigráció (Wielka Emigracja) tagjainak kedvelt találkahelye a városban. Itt ismerkedett meg Juliusz Słowackival, akire mély benyomást tett. A költő hozzá címezte a Maria Wodzińska emlékkönyvébe (W albumie Maryi Wodzińskiej vagy W sztambuchu Marii Wodzińskiej) című versét, s édesanyjához írt leveleiben is említést tett róla. Ugyancsak szerelmes volt belé a későbbi III. Napóleon.
1835-ben Drezdában megismerkedett Frédéric Chopinnal. 1836-ban Chopin eljegyezte, de szülei nem egyeztek bele a házasságukba, mivel Chopin ekkor már sokat betegeskedett. Chopin neki ajánlotta a Búcsúkeringő című szerzeményt (Keringő, Asz-dúr Op. 69 No. 1). Ettől függetlenül a család – különösen az édesanyja, Teresa – bensőséges kapcsolatban állt a zeneszerzővel annak haláláig. 
Nem sokkal később visszatértek Lengyelországba – ahogy a nagy emigráció legtöbb tagja –, és Służewoban telepedtek le. Kétszer házasodott. Első férjének, a nagy műveltségű Józef Skarbek grófnak az apja Chopin keresztapja volt. 1841. július 24-én esküdtek meg. A házasság azonban gyermektelen maradt és hét év után elváltak. Mivel volt férje csak 1900-ban hunyt el, ezért feltételezik, hogy katolikusként pápai engedélyt kaptak a válásra és új házasság megkötésére. 1848-ban Władysław Orpiszewski felesége lett. Második házasságából született Tadeusz nevű fia, aki háromévesen meghalt (1851. augusztus 18-án született és 1854. március 31-én halt meg).
Orpiszewski 1881. május 20-án elhunyt Firenzében. Ezt követően unokahúgához, Józefához költözött a Kujávia-pomerániai vajdaságba, Kłóbkába. Itt élt a haláláig és itt is temették el. Hagyatéka – vázlatok, olajfestmények, a zongorája és kéziratok – napjainkban abban a kastélyban van kiállítva, ahol élete utolsó éveit töltötte.

## Munkája
Zongorázott és zenét szerzett. Portrét készített Chopinről és megfestette bátyja, Antoni Wodziński (1812-1847) képét, akinek alakja feltűnik a Chopin című magyar operettben. Életrajzát unokaöccse írta meg, akit szintén Antoni Wodzińskinek (1848 vagy 1852-1928) hívtak.

## Külső kapcsolat
- Juliusz Słowacki: Wodzinska Mária emlékkönyvébe. (ford. Nadányi Zoltán), mek.oszk.hu.

## Fordítás
- Ez a szócikk részben vagy egészben a Maria Wodzińska című lengyel Wikipédia-szócikk ezen változatának fordításán alapul.  Az eredeti cikk szerkesztőit annak laptörténete sorolja fel. Ez a jelzés csupán a megfogalmazás eredetét és a szerzői jogokat jelzi, nem szolgál a cikkben szereplő információk forrásmegjelöléseként.